# Drosophilini
Drosophilini Okada, 1989, è una grande tribù di insetti dell'ordine dei Ditteri (Brachycera: Drosophilidae). Con oltre 3000 specie, rappresenta il gruppo più ricco dei Drosophilidae al rango di Tribù, comprendendo circa il 75% della famiglia e oltre il 90% della grande sottofamiglia dei Drosophilinae.

## Descrizione
I caratteri differenziali di questa tribù sono stati definiti da Grimaldi (1990) in una revisione della tribù istituita da Okada (1989). Secondo Grimaldi, le apomorfie individuate da Okada sono caratteri primitivi che si possono associare alla famiglia dei Drosophilidae, pertanto inadatti a discernere i Drosophilini. I caratteri definiti da Grimaldi sono i seguenti:
- presenza di due setole omerali su ogni lato;
- presenza di un ovopositore formato dall'ottavo sternite; lo sternite è composto da due lobi collegati da uno stretto ponte anteroventrale.

## Sistematica
Okada (1989) suddivise la sottofamiglia dei Drosophilinae in cinque tribù, includendo nei Drosophilini sensu stricto anche i generi Cladochaeta e Diathoneura. L'anno successivo, Grimaldi revisionò la sottofamiglia e modificò drasticamente la struttura dell'albero tassonomico dei taxa inferiori. La definizione di caratteri apomorfici alternativi ha infatti comportato l'accorpamento di tutte le tribù istituite da Okada in una nuova accezione dei Drosophilini, la separazione dei generi Cladochaeta e Diathoneura in una nuova tribù (Cladochaetini) e l'istituzione di nuovi taxa inferiori dei Drosophilini collocati nei ranghi di sottotribù e infratribù. Infine, l'operazione ha permesso la collocazione di alcuni generi interpretati da Okada come incertae sedis.
La ripartizione tassonomica scaturita dalla revisione di Grimaldi è la seguente:
- Tribù Drosophilini
  - Sottotribù Colocasiomyina
  - Sottotribù Drosophilina
    - Infratribù Drosophiliti
    - Infratribù Laccodrosophiliti

Nel complesso, nella tribù dei Drosophilini vengono riuniti 40 generi, poco più del 50% dei generi dei Drosophilidae. Uno di questi generi è estinto e comprende una sola specie fossile. Il quadro completo, secondo la nomenclatura aggiornata da Bächli nel TaxoDros, è il seguente:
- Sottotribù Colocasiomyina (Drosophilinae: Drosophilini):
  - Arengomyia Yafuso & Toda, 2008: 3 specie.
  - Colocasiomyia Meijere, 1914: 23 specie.
  - Baeodrosophila Wheeler & Takada, 1964: 5 specie.
  - Palmomyia Grimaldi, 2003: 1 specie.
  - Palmophila Grimaldi, 2003: 3 specie.
- Infratribù Drosophiliti (Drosophilinae: Drosophilini: Drosophilina):
  - Bialba Bock, 1989: 1 specie.
  - Calodrosophila Wheeler & Takada, 1964: 1 specie.
  - Celidosoma Hardy, 1965: 1 specie
  - Chymomyza Czerny, 1903: 56 specie.
  - Dettopsomyia Lamb, 1914: 15 specie.
  - Dichaetophora Duda, 1940: circa 60 specie.
  - Dicladochaeta Malloch, 1932: 1 specie.
  - Drosophila Fallén, 1823: presumibilmente, allo stato attuale, circa 1150.
  - Hirtodrosophila Duda, 1923: circa 160 specie.
  - Hypselothyrea Meijere, 1906: 30 specie.
  - Idiomyia Grimshaw, 1901: circa 420 specie.
  - Jeannelopsis Seguy, 1938: 3 specie.
  - Liodrosophila Duda, 1922: 64 specie.
  - Lissocephala Malloch, 1929: 32 specie.
  - Lordiphosa Basden, 1961: circa 60 specie.
  - Marquesia Malloch, 1932: 2 specie.
  - Microdrosophila Malloch, 1921: 77 specie.
  - Mulgravea Bock, 1982: 130 specie.
  - Neotanygastrella Duda, 1925: 18 specie.
  - Paraliodrosophila Duda, 1925: 5 specie.
  - Paramycodrosophila Duda, 1924: 16 specie.
  - Phorticella Duda, 1923: 12 specie.
  - Poliocephala Bock, 1989: 1 specie.
  - Protochymomyza Grimaldi, 1987 (estinto): 1 specie fossile.
  - Samoaia Malloch, 1934: 7 specie.
  - Scaptodrosophila Duda, 1923: circa 280 specie.
  - Scaptomyza Hardy, 1849: circa 260 specie.
  - Sphaerogastrella Duda, 1922: 10 specie.
  - Styloptera Duda, 1924: 10 specie.
  - Tambourella Wheeler, 1957: 3 specie.
  - Zaprionus Coquillett, 1901: circa 60 specie.
  - Zaropunis Tsacas, 1990: 1 specie.
  - Zygothrica Wiedemann, 1830: circa 130 specie.
- Infratribù Laccodrosophiliti (Drosophilinae: Drosophilini: Drosophilina):
  - Laccodrosophila Duda, 1927: 5 specie.
  - Zapriothrica Wheeler, 1956: 5 specie.